# Sindrome da iperventilazione
La sindrome da iperventilazione (HVS, sigla in lingua inglese di hyperventilation syndrome) o sindrome da iperventilazione cronica (CHVS da chronic hyperventilation syndrome), chiamata anche sindrome da iperventilazione respiratoria disfunzionale, criptotetania, tetania latente, o sindrome da ipereccitabilità neuronale centrale, è un disturbo della respirazione polmonare, dovuto ad alterazioni psicologiche o fisiologiche, caratterizzato da iperventilazione (respirazione troppo rapida e poco profonda) e tachipnea (respirazione troppo frequente, più di 20 inspirazioni al minuto).
Può presentarsi con mancanza d'aria apparente (dispnea), formicolii e parestesie localizzati ai polpastrelli e intorno alla bocca e dolore toracico, confusione mentale, letargia, nausea, talvolta anche crampi e spasmi; può accompagnare il quadro clinico dell'attacco di panico e provocare quindi una forma di tetania.
Dal punto di vista della durata dell'apnea, l'irrisorio aumento dell'ossigeno dovuto all'iperventilazione potrebbe sembrare avere effetti positivi; in realtà, la diminuzione della concentrazione di anidride carbonica porta a non avvertire la "fame d'aria", dato che è proprio la quantità di questo composto che informa il sistema nervoso centrale riguardo alla necessità di respirare; ritardando quindi lo stimolo ventilatorio, l'ossigeno presente può così scendere a valori troppo bassi, provocando anche una sincope ipossica. L'anidride carbonica sanguigna diminuisce (ipocapnia), fino a provocare alcalosi respiratoria.
Aumenta leggermente l'ossigeno (blanda iperossiemia) provocando vertigini; in seguito all'abbassamento dell'anidride carbonica per eccessiva espirazione e scarsa inspirazione, il sistema nervoso rallenta lo stimolo a respirare, provocando quindi ipossia polmonare, ipercapnia riflessa paradossa senza acidosi e ipossiemia con alcalosi. Essa induce temporanea ipocalcemia e squilibrio di elettroliti, da cui la tetania. Inoltre diminuisce l'attività vasodilatatrice dell'anidride carbonica, e la vasocostrizione induce ulteriori diversi sintomi come confusione e nausea.

## Fisiopatogenesi
I soggetti descrivono una sensazione di fame d'aria, tuttavia la loro saturazione arteriosa risulta normale, mentre ridotta è l'anidride carbonica, con ipocapnia conseguente all'iperventilazione stessa. Anche l'ossigeno quindi si riduce, per ritardo nello stimolo respiratorio.
In caso di persistenza dell'episodio iperventilatorio, la caduta della pressione parziale di CO2 può condurre a un'alcalosi respiratoria, con innalzamento del pH del sangue e peggioramento del quadro clinico, con l'accentuazione di sintomi neurologici quali vertigini e parestesie. Avendo la CO2 attività vasodilatatrice sul circolo cerebrale, una sua riduzione dovuta a iperventilazione causa una costrizione del circolo cerebrale, il che determina la sintomatologia neurologica primaria: confusione, capogiri, vertigini, nausea, fino, in caso di grave alcalosi, al coma.
Segue inoltre uno squilibrio degli elettroliti: in caso di alcalosi il calcio ematico si lega alle proteine e quindi si hanno temporanee ipocalcemia, ipopotassiemia e ipomagnesiemia; il mancato assorbimento cellulare provoca spasmi, crampi e movimenti involontari e distonici dei muscoli (spasmofilia o tetania); in persone con scarsità di paratormone (che permette al calcio di non andare disperso) e basso calcio ionizzato per diversi motivi, è molto più facile che l'iperventilazione instauri l'ipocalcemia (con iperfosfatemia) rispetto ad un paziente sano.
L'iperventilazione con alcalosi può causare infine anche sincope (svenimento completo) ipossica o lipotimia (svenimento incompleto senza perdita di coscienza ma solo debolezza estrema), ipertensione transitoria o ipotensione ortostatica. Questo per uno spostamento a sinistra della curva di dissociazione dell'ossigeno dall'emoglobina, e quindi alterazione del rilascio di ossigeno ai tessuti, che a livello cardiaco può determinare in pazienti già cardiopatici delle aritmie, che sono avvertite come palpitazioni; sempre come palpitazioni possono essere avvertite delle extrasistoli, che sono però delle aritmie tendenzialmente benigne.
Certe persone sono psicologicamente più predisposte a sviluppare la sindrome da iperventilazione..
Le cause sono ritenute essere di origine psicologica (come l'ansia; tra i disturbi d'ansia l'attacco di panico causa spesso la sindrome) e nessuna eziologia di tipo organico è mai stata dimostrata, tuttavia la fisiopatologia non è ancora stata del tutto chiarita. Nonostante ciò, è stato notato che può svilupparsi più facilmente in pazienti ansiosi con pregressi problemi respiratori; uno studio ha mostrato che un terzo dei pazienti con sindrome da iperventilazione psicogena aveva anche una "malattia polmonare poco evidente, ma precisa", o un disturbo respiratorio, che li spingeva a respirare troppo spesso o troppo profondamente. Studi condotti in Francia hanno invece proposto che alcune forme siano collegate, ma senza consenso clinico, al fenomeno della distonia neurovegetativa (una neuropatia del sistema nervoso autonomo) di tipo "anfotonico" (ossia un'alterazione contemporanea del tono dei sistemi ortosimpatico e parasimpatico con coinvolgimento del nervo vago).
La sindrome da iperventilazione è ritenuta una delle cause di iperventilazione, insieme a infezioni, emorragie e infarto miocardico acuto. È riscontrabile nel 60% dei pazienti con agorafobia e nel 50% di quelli con attacco di panico.

## Trattamento
Non ci sono prove che eventuali esercizi di respirazione possano sortire effetti terapeutici, mentre può essere utile, per risolvere l'accesso acuto, rallentare volontariamente la respirazione, con rassicurazioni da parte del personale medico e con la somministrazione di ossigeno.
Non trova invece evidenza terapeutica la tradizionale respirazione della stessa aria espirata in un sacchetto per provocare l'immediato innalzamento dell'anidride carbonica che non diminuisce affatto il rischio di ipossia, ipossiemia e ipercapnia, ma lo aumenta. Questa tecnica, estremamente nota nella cultura popolare e usata anche per gli attacchi d'ansia, fu inventata dal medico statunitense Alexander Winter (1908-1978) sulla base della sua esperienza durante la seconda guerra mondiale e pubblicata nel 1951 e causa anche la stimolazione del nervo vago. Questa pratica è sconsigliata in quanto malattie gravi, come l'infarto cardiaco e l'asma bronchiale, mimano il quadro clinico dell'iperventilazione, ma in questi casi l'aumento di anidride carbonica e la riduzione d'ossigeno che conseguono alla respirazione con sacchetto possono portare a un peggioramento della prognosi di queste condizioni.
Le benzodiazepine e gli SSRI possono essere utili nel trattamento cronico, per ridurre lo stress scatenante gli episodi acuti, riducendo gravità e frequenza degli stessi.